# 沈其益

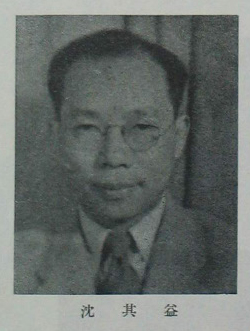

沈其益（1909年—2006年），男，湖南长沙人，中华人民共和国植物病理学家，北京农业大学一级教授、教务长。

## 生平
1954年，当选第一届全国人民代表大会代表。1980年3月15日，中国科学技术协会第二次全国代表大会在北京召开，会议选出第二届全国委员会，其被选为书记处书记（至1982年7月）。1986年6月，中国科学技术协会第三次全国代表大会在北京召开，选举产生第三届全国委员会。6月28日，第三届全国委员会第一次会议召开，推举其为荣誉委员。